# Rusumba
Rusumba är ett vattendrag i Burundi.   Det ligger i provinsen Kirundo, i den norra delen av landet, 120 kilometer nordost om huvudstaden Bujumbura.
Omgivningarna runt Rusumba är en mosaik av jordbruksmark och naturlig växtlighet. Runt Rusumba är det tätbefolkat, med 659 invånare per kvadratkilometer.